# Собор Хаки
Собор Святого Петра в Хака (исп. Catedral de San Pedro de Jaca) — кафедральный собор города Хака. Сооружение было построено по приказу короля Арагона Санчо I в период с 1076 по 1082 год.

## История
Идея воздвигнуть кафедральный собор в городе Хака принадлежала королю Арагона Санчо I после его возвращения из поездки в Рим. На то время он был вассалом Папы Римского и вынашивал идею постройки королевского города. В 1077 году Санчо I начал строительство зданий в римском стиле: обнесенный стеной город с улицами, разбитыми на римский манер. Также он распорядился перенести свою королевскую резиденцию из Королевского форта (ныне монастырь бенедиктинцев) в более центральное место (ныне Часовая башня Хаки). Впоследствии он назначил своего брата епископом этого города. Поскольку должность епископа предполагает наличие в городе собора в период с 1076 по 1082 год было начато строительство сооружения посвященного Святому Петру восточнее находящейся церкви «San Pedro El Viejo». В этот период начался первый этап строительства на котором, согласно макета, воздвигли прямоугольную базилику с трансептами. К 1082 году был закончен фасад здания, но дальнейшее строительство прекращено из-за разногласий между епископом и Санчо I. Считалось, что их сестра, графиня Донья Санчо, была причиной конфликта между братьями. Король Санчо I назначил её ответственной за монастырь Святого Петра в Сиресе (араг. Monesterio de Sant Per de Ciresa), а вскоре и за епископство города Памплона. Второй этап строительства пришёлся на период между 1104 и 1130 годом во время правления Альфонсо I. На этом этапе была завершена каменная кладка вместе с украшением скульптурами. После завершения работ в 1130 году значимость собора несколько снизилась, поскольку центр королевской власти переместился на юг в город Уэска. В то время епископ также переехал жить в Уэску и иногда посещал собор в Хаке.